# ATP Challenger Helsinki
Das ATP Challenger Helsinki (offizieller Name: Tali Open) ist ein von 2001 bis 2014 jährlich stattfindendes Tennisturnier in Helsinki, das 2019 wieder in den Turnierkalender aufgenommen wurde. Es ist Teil der ATP Challenger Tour und wird in der Halle auf Hartplatz ausgetragen. Im Einzelbewerb konnte nur Jarkko Nieminen (2002, 2013) das Turnier mehr als einmal gewinnen. Im Doppelwettbewerb gelang dies Martin Emmrich (2010 und 2011), Robert Lindstedt (2003 und 2004) und Michail Jelgin (2007 und 2012).

## Liste der Sieger

### Einzel
| Jahr                         | Sieger              | Finalgegner        | Ergebnis        |
| ---------------------------- | ------------------- | ------------------ | --------------- |
| 2024                         | Kei Nishikori       | Michail Kukuschkin | 3:6, 6:4, 6:1   |
| 2023                         | Corentin Moutet     | Sumit Nagal        | 6:3, 3:6, 6:2   |
| 2022                         | Leandro Riedi       | Tomáš Macháč       | 6:3, 6:1        |
| 2021                         | Alex Molčan         | João Sousa         | 6:3, 6:2        |
| 2020                         | abgesagt            | abgesagt           | abgesagt        |
| 2019                         | Emil Ruusuvuori     | Mohamed Safwat     | 6:3, 6:74, 6:2  |
| 2015–2018: nicht ausgetragen |                     |                    |                 |
| 2014                         | Jürgen Zopp         | Dudi Sela          | 6:4, 5:7, 7:66  |
| 2013                         | Jarkko Nieminen (2) | Ričardas Berankis  | 6:3, 6:1        |
| 2012                         | Lukáš Lacko         | Jarkko Nieminen    | 6:3, 6:4        |
| 2011                         | Daniel Brands       | Matthias Bachinger | 7:62, 7:65      |
| 2010                         | Ričardas Berankis   | Michał Przysiężny  | 6:1, 2:0 aufgg. |
| 2009                         | Michał Przysiężny   | Stéphane Bohli     | 4:6, 6:4, 6:1   |
| 2008                         | Dmitri Tursunow     | Karol Beck         | 6:4, 6:3        |
| 2007                         | Steve Darcis        | Tobias Kamke       | 6:3, 1:6, 6:4   |
| 2006                         | Michael Berrer      | Tomáš Zíb          | 6:2, 3:6, 6:3   |
| 2005                         | Björn Rehnquist     | Tomáš Cakl         | 7:62, 7:64      |
| 2004                         | Peter Wessels       | Lukáš Dlouhý       | 4:6, 6:4, 6:3   |
| 2003 (2)                     | Davide Sanguinetti  | Robin Söderling    | 6:4, 7:64       |
| 2003 (1)                     | Thierry Ascione     | Igor Andrejew      | 2:6, 6:1, 6:3   |
| 2002                         | Jarkko Nieminen (1) | Lovro Zovko        | 7:5, 4:6, 7:5   |
| 2001                         | George Bastl        | Ota Fukárek        | 6:4, 4:6, 6:4   |

### Doppel
| Jahr                         | Sieger                                  | Finalgegner                                     | Ergebnis           |
| ---------------------------- | --------------------------------------- | ----------------------------------------------- | ------------------ |
| 2024                         | Filip Bergevi Mick Veldheer             | Romain Arneodo Théo Arribagé                    | 3:6, 7:65, [10:5]  |
| 2023                         | N. Sriram Balaji Andre Begemann         | Jeevan Nedunchezhiyan N. Vijay Sundar Prashanth | 6:2, 7:5           |
| 2022                         | Purav Raja Divij Sharan                 | Reese Stalder Petros Tsitsipas                  | 6:75, 6:3, [10:8]  |
| 2021                         | Alexander Erler Lucas Miedler           | Harri Heliövaara Jean-Julien Rojer              | 6:3, 7:62          |
| 2020                         | abgesagt                                | abgesagt                                        | abgesagt           |
| 2019                         | Frederik Nielsen Tim Pütz               | Tomislav Draganja Pawel Kotow                   | 7:62, 6:0          |
| 2015–2018: nicht ausgetragen |                                         |                                                 |                    |
| 2014                         | Henri Kontinen (2) Jarkko Nieminen (2)  | Jonathan Marray Philipp Petzschner              | 7:62, 6:4          |
| 2013                         | Henri Kontinen (1) Jarkko Nieminen (1)  | Dustin Brown Philipp Marx                       | 7:5, 5:7, [10:5]   |
| 2012                         | Michail Jelgin (2) Igor Zelenay         | Uladsimir Ihnazik Wang Yeu-tzuoo                | 4:6, 7:60, [10:4]  |
| 2011                         | Martin Emmrich (2) Andreas Siljeström   | Jamie Cerretani Michal Mertiňák                 | 6:4, 6:4           |
| 2010                         | Dustin Brown Martin Emmrich (1)         | Henri Kontinen Jarkko Nieminen                  | 7:617, 0:6, [10:7] |
| 2009                         | Rohan Bopanna Aisam-ul-Haq Qureshi      | Henri Kontinen Jarkko Nieminen                  | 6:2, 7:67          |
| 2008                         | Łukasz Kubot Oliver Marach              | Eric Butorac Lovro Zovko                        | 6:72, 7:67, [10:6] |
| 2007                         | Michail Jelgin (1) Alexander Kudrjawzew | Harri Heliövaara Henri Kontinen                 | 4:6, 7:5, [13:11]  |
| 2006                         | Jasper Smit Martijn van Haasteren       | Ernests Gulbis Deniss Pavlovs                   | 7:66, 6:2          |
| 2005                         | Yves Allegro Michael Kohlmann           | Christopher Kas Philipp Petzschner              | 4:6, 6:1, 6:4      |
| 2004                         | Robert Lindstedt (2) Lu Yen-hsun        | Gianluca Bazzica Massimo Dell’Acqua             | 6:2, 6:2           |
| 2003 (2)                     | Robert Lindstedt (1) Robin Söderling    | Roko Karanušić Janko Tipsarević                 | 6:3, 6:72, 6:1     |
| 2003 (1)                     | Emin Ağayev Alex Bogomolow              | Lassi Ketola Timo Nieminen                      | 7:611, 4:6, 6:3    |
| 2002                         | Mario Ančić Lovro Zovko                 | Aleksandar Kitinov Jim Thomas                   | 7:66, 4:6, 6:3     |
| 2001                         | Tim Crichton Jim Thomas                 | Aleksandar Kitinov Jack Waite                   | 6:3, 6:4           |